# 8892 Kakogawa
8892 Kakogawa è un asteroide della fascia principale. Scoperto nel 1994, presenta un'orbita caratterizzata da un semiasse maggiore pari a 3,0835374 UA e da un'eccentricità di 0,1981320, inclinata di 1,08661° rispetto all'eclittica.